# José María Avilés (provins)

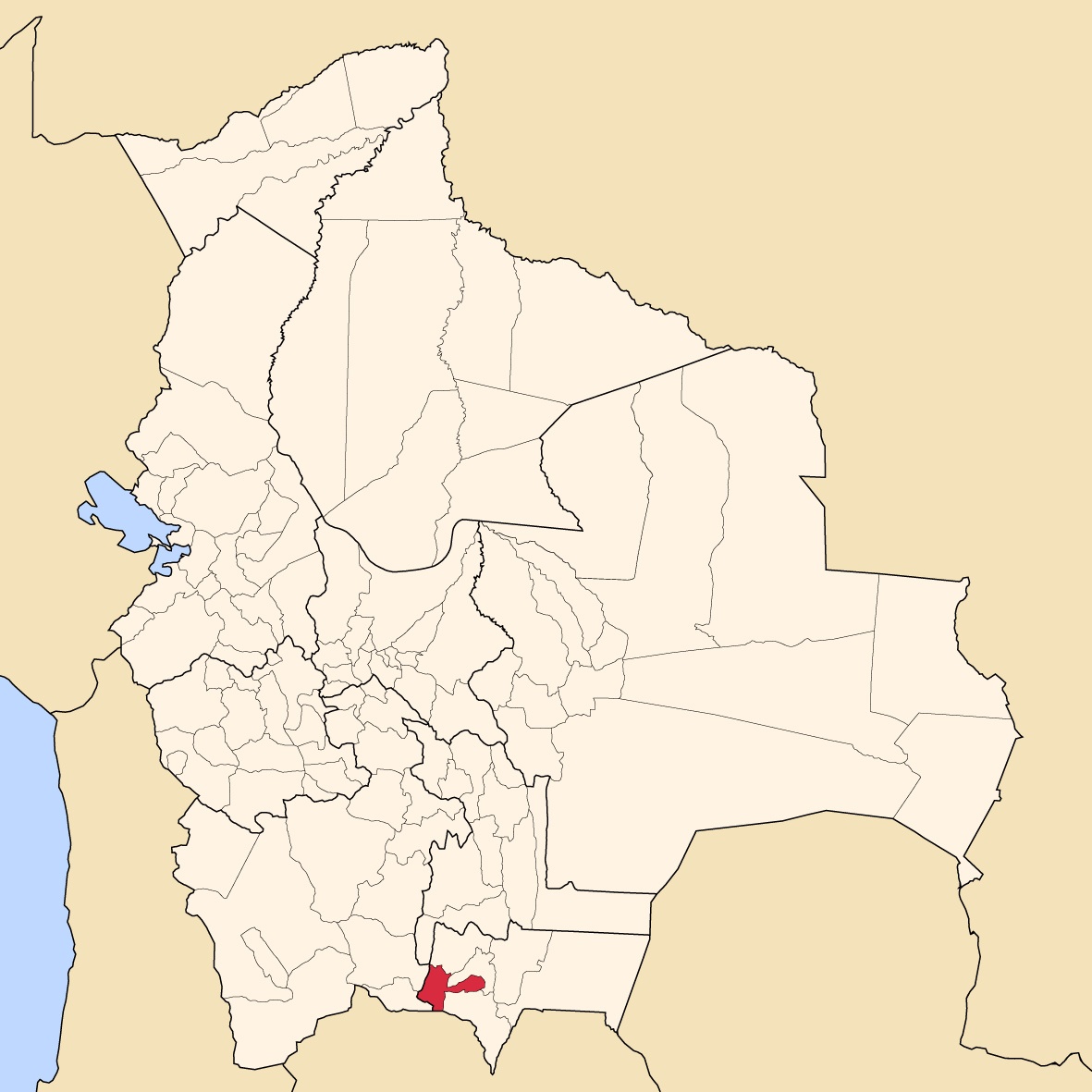
Provinsens läge i Bolivia

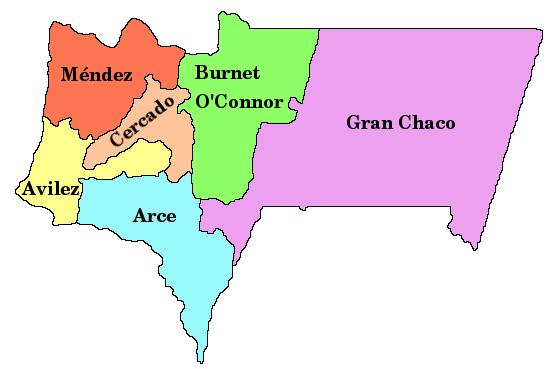
Provinser i Tarija

José María Avilés är en provins i departementet Tarija i Bolivia. Den administrativa huvudorten är Uriondo.